# حبشي (سلماس)
حبشي هي قرية في مقاطعة سلماس، إيران. عدد سكان هذه القرية هو 1,044 في سنة 2006.